# Vought

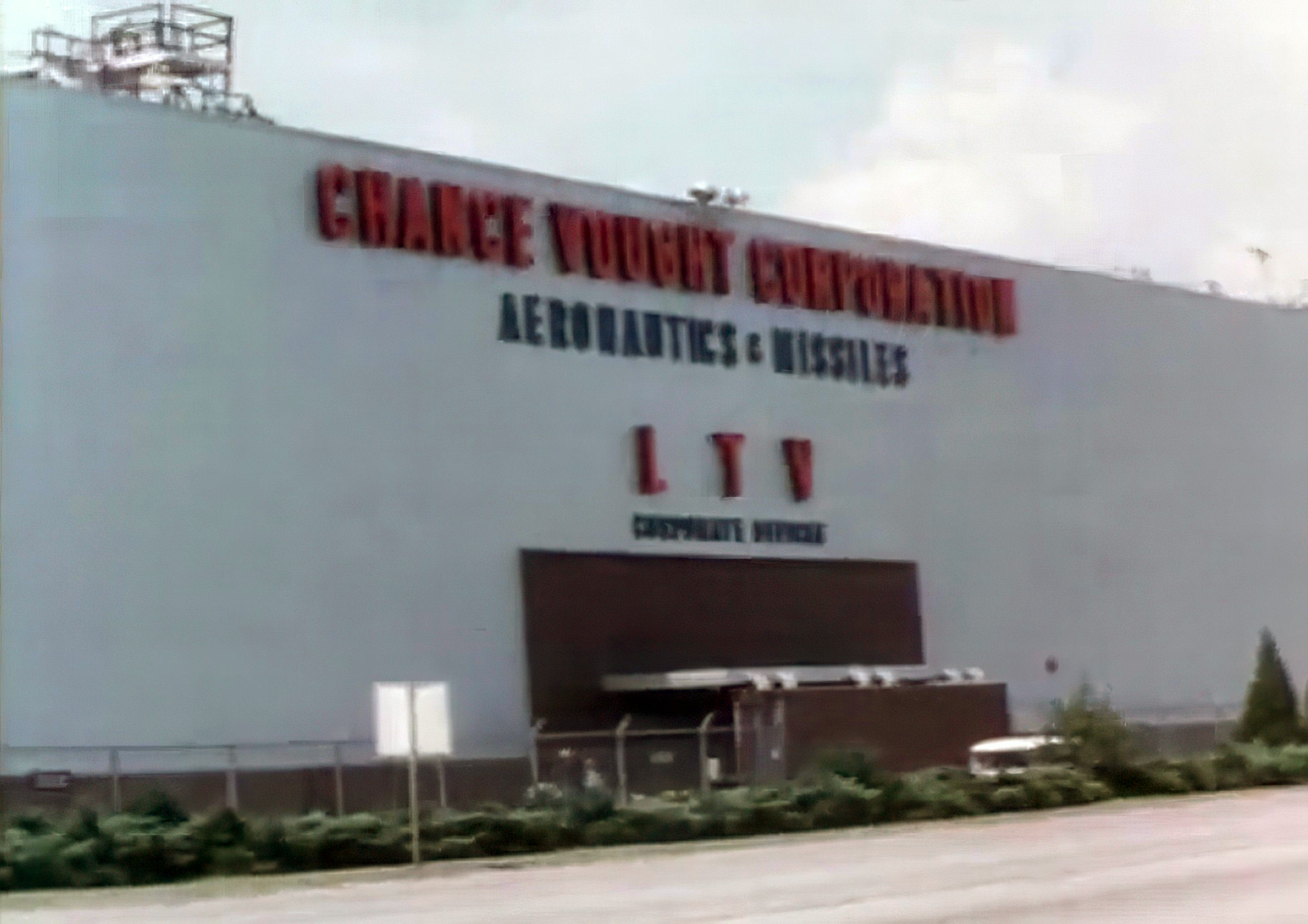
A sede da Vought nos anos 60.

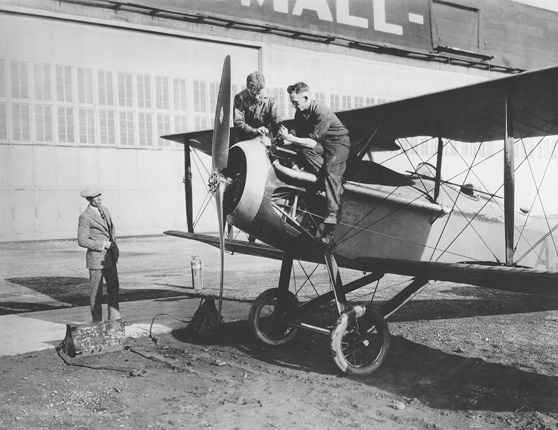
O Vought VE-7 foi o primeiro avião a decolar de um porta aviões Norte americano.

Vought é o nome genérico de uma série de empresas norte americanas, incluindo:
- Lewis and Vought Corporation - fundada em 1917
- Chance Vought Corporation - 1922
- Chance Vought Aircraft Inc. - 1954
- Ling-Temco-Vought (LTV) - 1962
- Vought Corporation - 1976
- LTV Aerospace and Defense - 1983
- Vought Aircraft Industries, Inc - 2000
- Triumph Aerostructures - Vought Aircraft Division - 2010